# Ждралові
45°53′ пн. ш. 16°53′ сх. д. / 45.88° пн. ш. 16.88° сх. д.
Ждралові (хорв. Ždralovi) — населений пункт у Хорватії, у Б'єловарсько-Білогорській жупанії у складі міста Б'єловар.

## Населення
Населення за даними перепису 2011 року становило 1 423 осіб.
Динаміка чисельності населення поселення: